# ハインリヒ7世・ロイス・ツー・ケストリッツ
ハインリヒ7世・ロイス・ツー・ケストリッツ（Heinrich VII. Prinz Reuß zu Köstritz, 1825年7月14日 クリップハウゼン - 1906年5月2日 トレブシェン）は、ドイツ東部の小諸侯ロイス家の侯子で、プロイセン王国・ドイツ帝国の外交官。

## 生涯
ロイス＝ケストリッツ侯子ハインリヒ63世の第5子、三男として生まれた。1845年から1848年までハイデルベルクとベルリンの大学で法学を学んだ。その後、プロイセン陸軍第8槍騎兵連隊に所属。1853年より外交官の道に入った。1854年から1863年までパリのプロイセン公使館職員として勤め、次いでカッセル駐在のプロイセン公使に昇任、さらにミュンヘン駐在公使に転じた。1868年2月5日、プロイセン王ヴィルヘルム1世により北ドイツ連邦の臨時の全権使節としてロシアに派遣された。1871年4月26日、ドイツ皇帝となったヴィルヘルム1世により初代のサンクトペテルブルク駐在ドイツ帝国大使に任命された。
1873年から1876年まで、皇帝ヴィルヘルム1世の高級副官（Generaladjutant）を務めた。1876年2月6日、ザクセン＝ヴァイマル＝アイゼナハ大公カール・アレクサンダーの娘マリーと結婚する。マリーはヴィルヘルム1世の妻アウグスタ皇后の姪であった。同じく1876年、プロイセン貴族院に議席を与えられる。1877年、初代イスタンブール駐在ドイツ帝国大使に就任し、同市にドイツ総領事館を開設した。この際、イスタンブールの総領事館を自分の好みにデザインすることを許された。翌1878年にはウィーン駐在大使に転じ、1894年まで務めた。その後はトレブシェンに引退して余生を送った。

## 子女
妻マリーとの間に5人の子女をもうけた。
- ハインリヒ32世（1878年 - 1935年） - 1920年、リッペ侯女マリー・アーデルハイトと結婚（1921年離婚）
- ハインリヒ33世（1879年 - 1942年） - 1913年、プロイセン王女ヴィクトリア・マルガレーテと結婚（1922年離婚）1929年アリーン・テューと再婚（1935年離婚）
- ヨハンナ（1882年 - 1883年）
- ゾフィー（1884年 - 1968年） - 1909年、ロイス＝ケストリッツ侯子ハインリヒ34世と結婚
- ハインリヒ35世（1887年 - 1936年） - 1911年、ザクセン＝アルテンブルク公女マリー[注釈 1]と結婚（1921年離婚）1921年、リッペ侯女マリー・アーデルハイトと再婚（1923年離婚）